# Mary Eleanor Spear
Mary Eleanor Hunt Spear (Jonesboro, Indiana, 4 de marzo de 1897 - Washington, 22 de enero de 1986) fue una especialista estadounidense en visualización de datos, analista gráfica y escritora pionera en el desarrollo del gráfico de barras y el diagrama de caja.

## Biografía
Spear hija de Amos Zophar Hunt y Mabel Elizabeth Ewry Hunt. Asistió a la escuela primaria Peabody en Washington D. C., y a la escuela secundaria en Eastern. Más tarde estudió en Strayer's Business College y en la Universidad George Washington. Se casó con Albert Austin Spear en septiembre de 1921.

## Carrera profesional
Entre las décadas de 1920 y 1960 Spear trabajó como analista gráfica para muchas agencias del gobierno federal de los Estados Unidos En torno a 1920 comenzó a trabajar como dibujante de gráficos económicos en el Servicio de Impuestos Internos del gobierno federal en Washington y pasó después a la Oficina de Estadísticas Laborales de Estados Unidos donde trabajó como especialista en información visual utilizando ilustraciones y gráficos que generaban un gran impacto. También tuvo su propio estudio durante 22 años realizando dípticos para representar estadísticas para productores de televisión, además de compartir sus conocimientos como profesora universitaria enseñando Representación Gráfica de Estadística en la Universidad Americana.
Escribió dos libros con muchos ejemplos, Charting Statistics en 1952 y Practical Charting Techniques en 1969, quería difundir la idea de ver un gráfico versus mirar. En sus libros describe técnicas detalladas para diseñar y crear varios tipos de cuadros y gráficos estadísticos. Spear explicó los roles necesarios para el desarrollo y la presentación  de gráficos por un analista gráfico, un dibujante y un comunicador. Este mismo enfoque basado en equipos multidisciplinares es recomendado por la autora del siglo XXI y experta en presentaciones Nancy Duarte. Asimismo publicó artículos para muchas revistas.
Es reconocida por los estadísticos, Edward Tufte y Hadley Wickham, entre otros, por haber presentado la primera formulación del diagrama de caja.

### Obras
- Spear, Mary Eleanor (1952). Charting Statistics (en inglés). McGraw-Hil. ISBN 9780070600102.
- Spear, Mary Eleanor (1969). Practical Charting Techniques (en inglés). McGraw-Hill Inc.,US. ISBN 978-0070600102.[12][7][13][14][15][16]

En su primer libro Charting Statistics  incluyó la barra de rango,  en la página 166 muestra un diagrama de un gráfico de barras de rango con un cuadro de rango intercuartílico para describir una variable representando unos pocos valores usando instrumentos como el pantógrafo.
Este diagrama de caja fue más desarrollado diecisiete años después por el matemático estadounidense John Tukey que lo estableció como referencia de representación en estadística.

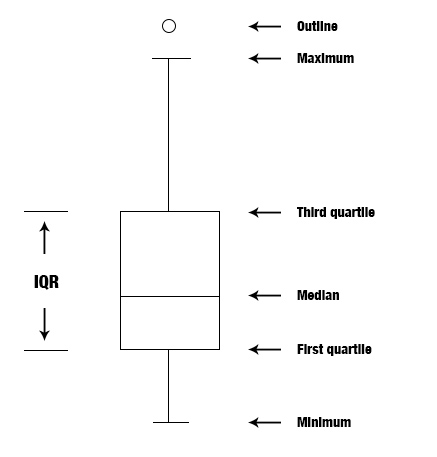
Nomenclatura del diagrama de caja

Los críticos de su primer libro destacaron la inclusión de Spear de consejos sobre la presentación de datos en forma gráfica en la televisión. Varios críticos sintieron que el libro podría haber sido más largo añadiendo más instrucciones sobre equipos y herramientas que hubieran sido útiles, que las explicaciones eran demasiado breves y, aunque estaban agradecidos por un libro que contenía muchas ilustraciones excelentes, se quejaban de que la autora no impartiera más de sus conocimientos. Un crítico italiano consideró que tendría mucho éxito popularizando los tipos básicos de pantallas de datos gráficos, mientras que un revisor francés pensó que los profesores de economía, los administradores y los empresarios se beneficiarían de su lectura.
Una revisión en Journal of Marketing destacó estas tres reglas: "Mantenga las presentaciones simples ... conozca a su audiencia, conozca su material ". El Analysts Journal señaló que, además de ser útil para quienes necesiten crear sus propias presentaciones de información estadística sería valioso para evaluar las realizadas por otros.
En el segundo libro de Spear Practical Charting Techniques fue una versión actualizada del primero y también más largo. Contenía un capítulo titulado "Hacer trampa mediante la creación de gráficos", en torno a cómo no engañar a la audiencia, pero no hacía referencia al creciente campo de trazar datos por computadora. Spear incluye todo tipo de consejos interesantes para transmitir de forma inteligible al público los mensajes de los gráficos. Así explica cómo crear gráficos eficaces utilizando herramientas e instrumentos manuales, como el tamaño de los bolígrafos que hay que utilizar para las distintas secciones del texto, o cómo cortar cinta adhesiva para utilizarla como líneas en un gráfico de líneas, y  cómo crear tramas cruzadas a mano utilizando papel cuadriculado, una escuadra T y un triángulo.
Spear murió en 1986 y está enterrada en Glenwood Cemetery, Washington, D.C.

## Premios y reconocimientos
Ha sido reconocida por haber presentado la primera formulación del diagrama de caja y ser pionera en el desarrollo del gráfico de barras y el diagrama de caja.